# Stenostiridae
Stenostiridae este o familie de păsări paseriforme mici, propusă ca urmare a descoperirilor recente în sistematica moleculară (Beresford et al. 2005). Membrii săi sunt răspândiți în Africa, China centrală, regiunea Indomalaya și Wallacea.

## Taxonomie și sistematică
Familia Stenostiridae face parte dintr-o mică cladă bazată pe superfamilia Sylvioidea, care include și familiile Remizidae și Paridae. Conform unor cercetări, acestea sunt o cladă soră a tuturor celorlalte grupuri Sylvioidea, uneori chiar ca o superfamilie Paroidea separată.
Familia Stenostiridae cuprinde trei genuri, plasate inițial în alte familii și superfamilii.
- Genul Stenostira
  - Stenostira scita
- Genul Elminia
  - Elminia longicauda
  - Elminia albicauda
  - Elminia nigromitrata
  - Elminia albiventris
  - Elminia albonotata'
- Genul Chelidorhynx
  - Chelidorhynx hypoxanthus
- Genul Culicicapa
  - Culicicapa ceylonensis
  - Culicicapa helianthea